# Truman Capote - A sangue freddo
Truman Capote - A sangue freddo (Capote) è un film del 2005, diretto da Bennett Miller, basato sulla vita dello scrittore statunitense Truman Capote, in particolare sul lavoro di ricerca e approfondimento svolto dall'autore in preparazione del suo romanzo A sangue freddo, ultima opera compiuta di Capote. Grazie a questo film Philip Seymour Hoffman vinse l'Oscar al miglior attore nel 2006.

## Trama
Kansas, 1959. Con i proventi della vendita dei diritti per il film sul libro Colazione da Tiffany, Truman Capote decide di dedicarsi per 6 anni alla stesura di un romanzo-documento, descrivendo con cinismo e freddezza l'assassinio di un'intera famiglia di Holcomb. 4 dei 6 componenti dei Clutter infatti furono sterminati da due assassini, quasi immediatamente catturati e condannati alla pena capitale.
Capote, anche grazie all'aiuto dell'amica d'infanzia Harper Lee, ha accesso ai verbali e alle foto delle indagini e riesce per lungo tempo ad avere contatti con i due assassini, in particolare con Perry Smith, di origini irlandesi e cherokee, ossessionato dalla cultura quanto spietato nella realtà. Capote apre il lato umano dell'assassino, facendosi infine rivelare i reali fatti accaduti quel giorno in Kansas.
Il romanzo porterà Truman Capote definitivamente nell'Olimpo dei grandi scrittori d'America, ma allo stesso tempo critica e opinione pubblica faranno nascere in lui molti dubbi esistenziali, che lo porteranno a non completare mai più alcun libro.

## Film analoghi
L'anno seguente uscì un altro film che ripercorreva le stesse vicende, da un'ottica leggermente diversa: si tratta di Infamous - Una pessima reputazione, di Douglas McGrath, con Toby Jones nel ruolo di Capote.

## Riconoscimenti
- 2006 - Premio Oscar
  - Miglior attore protagonista a Philip Seymour Hoffman
  - Nomination Miglior film a Caroline Baron, William Vince e Michael Ohoven
  - Nomination Migliore regia a Bennett Miller
  - Nomination Miglior attrice non protagonista a Catherine Keener
  - Nomination Migliore sceneggiatura non originale a Dan Futterman
- 2006 - Golden Globe
  - Miglior attore in un film drammatico a Philip Seymour Hoffman
- 2006 - Premio BAFTA
  - Miglior attore protagonista a Philip Seymour Hoffman
  - Nomination Miglior film a Caroline Baron, William Vince e Michael Ohoven
  - Nomination Migliore regia a Bennett Miller
  - Nomination Miglior attrice non protagonista a Catherine Keener
  - Nomination Migliore sceneggiatura non originale a Dan Futterman
- 2006 - Chicago Film Critics Association Award
  - Miglior attore protagonista a Philip Seymour Hoffman
  - Miglior nuovo regista a Bennett Miller
  - Nomination Miglior attrice non protagonista a Catherine Keener
  - Nomination Migliore sceneggiatura non originale a Dan Futterman
- 2006 - Broadcast Film Critics Association Award
  - Miglior attore protagonista a Philip Seymour Hoffman
  - Nomination Miglior film
  - Nomination Miglior attrice non protagonista a Catherine Keener
  - Nomination Migliore sceneggiatura a Dan Futterman
- 2005 - Los Angeles Film Critics Association Award
  - Miglior attore protagonista a Philip Seymour Hoffman
  - Miglior attrice non protagonista a Catherine Keener
  - Migliore sceneggiatura a Dan Futterman
- 2006 - Independent Spirit Award
  - Miglior attore protagonista a Philip Seymour Hoffman
  - Migliore sceneggiatura a Dan Futterman
  - Nomination Miglior film a Caroline Baron, William Vince e Michael Ohoven
  - Nomination Migliore fotografia a Adam Kimmel
- 2005 - National Board of Review Award
  - Miglior attore protagonista a Philip Seymour Hoffman
- 2006 - Kansas City Film Critics Circle Award
  - Miglior attore protagonista a Philip Seymour Hoffman
- 2005 - Boston Society of Film Critics Award
  - Miglior attore protagonista a Philip Seymour Hoffman
  - Miglior attrice non protagonista a Catherine Keener
  - Migliore sceneggiatura a Dan Futterman
- 2006 - Festival di Berlino
  - Nomination Orso d'Oro a Bennett Miller
- 2005 - Satellite Award
  - Miglior attore in un film drammatico a Philip Seymour Hoffman
  - Nomination Miglior film drammatico
  - Nomination Migliore regia a Bennett Miller
  - Nomination Miglior attore non protagonista a Chris Cooper
  - Nomination Migliore sceneggiatura non originale a Dan Futterman
- 2006 - Screen Actors Guild Award
  - Miglior attore protagonista a Philip Seymour Hoffman
  - Nomination Miglior cast
  - Nomination Miglior attrice non protagonista a Catherine Keener